# Tournoi de tennis de Perth
Le tournoi de Perth (Australie) est un tournoi de tennis féminin du circuit professionnel WTA et masculin du circuit ATP.
Le tournoi masculin s'est joué en 1969 sur gazon puis entre 1975 et 1977 sur surface dure en extérieur et finalement une édition en 1980 à nouveau sur gazon. Il a par la suite été rétrogradée en Challenger.
L'édition féminine de l'épreuve a été jouée entre 1968 et 1981.

## Palmarès dames

### Simple
| No       | Date       | Nom et lieu du tournoi                  | Catégorie | Dotation  | Surface      | Vainqueure           | Finaliste            | Score         |         |
| -------- | ---------- | --------------------------------------- | --------- | --------- | ------------ | -------------------- | -------------------- | ------------- | ------- |
| 1        | 26-11-1961 | Western Australian Championships, Perth |           | NC        | Gazon (ext.) | Margaret Smith       | Darlene Hard         | 6-3, 6-0      | Tableau |
| 2        | 05-01-1965 | Western Australian Championships, Perth |           | NC        | Gazon (ext.) | Margaret Smith       | Robyn Ebbern         | 6-1, 6-1      | Tableau |
| 3        | 04-01-1966 | Western Australian Championships, Perth |           | NC        | Gazon (ext.) | Margaret Smith       | Nancy Richey         | 6-3, 6-1      | Tableau |
| 4        | 02-01-1967 | Western Australian Championships, Perth |           | NC        | Gazon (ext.) | Françoise Dürr       | Rosie Casals         | 4-6, 7-5, 6-3 | Tableau |
| Ère Open |            |                                         |           |           |              |                      |                      |               |         |
| 5        | 01-01-1968 | Western Australian Championships, Perth |           | NC        | Gazon (ext.) | Billie Jean King     | Margaret Smith Court | 6-2, 6-4      | Tableau |
| 6        | 01-03-1968 | City of Perth Championships, Perth      |           | NC        | Gazon (ext.) | Margaret Smith Court | Lesley Hunt          | 8-6, 6-1      | Tableau |
| 7        | 01-01-1969 | Western Australian Open, Perth          |           | 4 773 $   | Gazon (ext.) | Margaret Smith Court | Lesley Hunt          | 7-5, 6-1      | Tableau |
| 8        | 30-12-1969 | Western Australian Championships, Perth |           | NC        | Gazon (ext.) | Margaret Smith Court | Kerry Melville       | 6-4, 6-4      | Tableau |
| 9        | 30-12-1970 | Western Australian Open, Perth          |           | 10 000 $  | Gazon (ext.) | Margaret Smith Court | Virginia Wade        | 6-1, 6-2      | Tableau |
| 10       | 01-02-1972 | Western Australian Championships, Perth |           | NC        | Gazon (ext.) | Evonne Goolagong     | Olga Morozova        | 6-2, 7-5      | Tableau |
| 11       | 04-12-1972 | Western Australian Championships, Perth |           | 5 000 $   | Gazon (ext.) | Margaret Smith Court | Evonne Goolagong     | 6-3, 6-2      | Tableau |
| 12       | 10-12-1973 | Western Australian Open, Perth          |           | NC        | Gazon (ext.) | Evonne Goolagong     | Kerry Harris         | 7-6, 6-1      | Tableau |
| 13       | 09-12-1974 | Western Australian Championships, Perth |           | NC        | Gazon (ext.) | Margaret Smith Court | Olga Morozova        | 6-4, 7-5      | Tableau |
| 14       | 08-12-1975 | Western Australian Championships, Perth |           | NC        | Gazon (ext.) | Helga Masthoff       | Lesley Turner        | 6-2, 3-6, 6-4 | Tableau |
| 15       | 13-12-1976 | Western Australian Open, Perth          |           | NC        | Gazon (ext.) | Wendy Turnbull       | Renáta Tomanová      | 6-3, 6-4      |         |
| 16       | 07-01-1980 | Western Australian Open, Perth          | non-tour  | NC        | Gazon (ext.) | Susan Leo            | Jenny Dimond         | 6-1, 0-6, 6-1 |         |
| 17       | 16-11-1981 | National Panasonic Open, Perth          |           | 125 000 $ | Gazon (ext.) | Pam Shriver          | Andrea Jaeger        | 6-1, 7-6      | Tableau |

### Double
| No       | Date       | Nom et lieu du tournoi                 | Catégorie | Dotation  | Surface      | Vainqueures                           | Finalistes                         | Score         |         |
| -------- | ---------- | -------------------------------------- | --------- | --------- | ------------ | ------------------------------------- | ---------------------------------- | ------------- | ------- |
| 1        | 26-11-1961 | Western Australian Championships Perth |           | NC        | Gazon (ext.) | Robyn Ebbern Margaret Smith           | Darlene Hard Yola Ramírez          | 6-3, 6-3      | Tableau |
| 2        | 05-01-1965 | Western Australian Championships Perth |           | NC        | Gazon (ext.) | Margaret Smith Helen Plaisted         | Robyn Ebbern Dorothy Whitely       | 7-5, 6-4      | Tableau |
| 3        | 04-01-1966 | Western Australian Championships Perth |           | NC        | Gazon (ext.) | Margaret Smith Judy Tegart            | Carole Caldwell Nancy Richey       | Forfait       | Tableau |
| 4        | 02-01-1967 | Western Australian Championships Perth |           | NC        | Gazon (ext.) | Françoise Dürr Gail Sherriff          | Rosie Casals Nancy Richey          | 4-6, 6-4, 6-0 | Tableau |
| Ère Open |            |                                        |           |           |              |                                       |                                    |               |         |
| 5        | 01-01-1968 | Western Australian Championships Perth |           | NC        | Gazon (ext.) | Rosie Casals Billie Jean King         | Margaret Smith Court Gail Sherriff | 8-6, 4-6, 6-2 | Tableau |
| 6        | 01-01-1969 | Western Australian Open Perth          |           | 4 773 $   | Gazon (ext.) | Margaret Smith Court Judy Tegart      | Françoise Dürr Ann Haydon-Jones    | 6-4, 6-4      | Tableau |
| 7        | 30-12-1969 | Western Australian Championships Perth |           | NC        | Gazon (ext.) | Karen Krantzcke Kerry Melville        | Margaret Smith Court Winnie Shaw   | 6-2, 3-6, 6-3 | Tableau |
| 8        | 30-12-1970 | Western Australian Open Perth          |           | 10 000 $  | Gazon (ext.) | Margaret Smith Court Evonne Goolagong | Winnie Shaw Virginia Wade          | 6-4, 7-5      | Tableau |
| 9        | 01-02-1972 | Western Australian Championships Perth |           | NC        | Gazon (ext.) | Evonne Goolagong Barbara Hawcroft     | Olga Morozova Janet Young          | 3-6, 6-4, 6-3 | Tableau |
| 10       | 04-12-1972 | Western Australian Championships Perth |           | 5 000 $   | Gazon (ext.) | Margaret Smith Court Kazuko Sawamatsu | Evonne Goolagong Lesley Hunt       | 6-2, 6-3      | Tableau |
| 11       | 10-12-1973 | Western Australian Open Perth          |           | NC        | Gazon (ext.) | Evonne Goolagong Peggy Michel         | Margaret Smith Court Janet Young   | Forfait       | Tableau |
| 12       | 09-12-1974 | Western Australian Championships Perth |           | NC        | Gazon (ext.) | Olga Morozova Martina Navrátilová     | Lesley Hunt Kazuko Sawamatsu       | 6-1, 6-3      | Tableau |
| 13       | 08-12-1975 | Western Australian Championships Perth |           | NC        | Gazon (ext.) | Lesley Turner Christine Matison       | Sue Barker Michelle Tyler          | 7-6, 6-3      | Tableau |
| 14       | 13-12-1976 | Western Australian Open Perth          |           | NC        | Gazon (ext.) | NC                                    | NC                                 | NC            |         |
| 15       | 07-01-1980 | Western Australian Open Perth          | non-tour  | NC        | Gazon (ext.) | Kym Ruddell Elizabeth Little          | Jenny Dimond Karen Gulley          | 4-6, 7-6, 6-1 |         |
| 16       | 16-11-1981 | National Panasonic Open Perth          |           | 125 000 $ | Gazon (ext.) | Barbara Potter Sharon Walsh           | Betsy Nagelsen Candy Reynolds      | 6-4, 6-2      | Tableau |

## Palmarès messieurs

### Simple
| No | Date       | Nom et lieu du tournoi | Catégorie  | Dotation | Surface      | Vainqueur        | Finaliste         | Score                   |  |
| -- | ---------- | ---------------------- | ---------- | -------- | ------------ | ---------------- | ----------------- | ----------------------- |  |
| 1  | 29-12-1968 | , Perth                |            | 5 000 $  | Gazon (ext.) | Marty Riessen    | Ken Rosewall      | 6-3, 6-4, 2-6, 2-6, 6-1 |  |
| 2  | 10-12-1972 | , Perth                |            | NC $     | Gazon (ext.) | Patrick Proisy   | Wanaro N'Godrella | 7-5, 6-4, 6-3           |  |
| 3  | 26-10-1975 | , Perth                |            | NC $     | Dur (ext.)   | Harold Solomon   | Sandy Mayer       | 6-2, 7-6, 7-5           |  |
| 4  | 25-10-1976 | , Perth                |            | 50 000 $ | Dur (ext.)   | Ray Ruffels      | Phil Dent         | 6-0, 4-6, 2-6, 6-3, 6-2 |  |
| 5  | 24-10-1977 | , Perth                |            | 50 000 $ | Dur (ext.)   | Vitas Gerulaitis | Geoff Masters     | 6-3, 6-4, 6-2           |  |
| 6  | 07-01-1980 | , Perth                |            | 25 000 $ | Gazon (ext.) | Colin Dibley     | Chris Delaney     | 6-2, 6-4                |  |
| 7  | 12-01-1981 | , Perth                | Challenger | 25 000 $ | Gazon (ext.) | John Fitzgerald  | Syd Ball          | 6-2, 6-2                |  |
| 8  | 11-01-1982 | , Perth                | Challenger | 25 000 $ | Gazon (ext.) | Eddie Edwards    | Craig Miller      | 6-3, 6-2                |  |
| 9  | 03-01-1983 | , Perth                | Challenger | 25 000 $ | Gazon (ext.) | Wally Masur      | Juan Farrow       | 6-2, 4-6, 7-6           |  |
| 10 | 02-01-1984 | , Perth                | Challenger | 25 000 $ | Gazon (ext.) | Brian Levine     | Lloyd Bourne      | 6-1, 6-2                |  |

### Double
| No | Date       | Nom et lieu du tournoi | Catégorie  | Dotation | Surface      | Vainqueurs                       | Finalistes                         | Score              |  |
| -- | ---------- | ---------------------- | ---------- | -------- | ------------ | -------------------------------- | ---------------------------------- | ------------------ |  |
| 1  | 29-12-1968 | , Perth                |            | 5 000 $  | Gazon (ext.) | Marty Riessen Ken Rosewall       | John Alexander Phil Dent           | 6-3, 7-5, 3-6, 7-5 |  |
| 2  | 26-10-1975 | , Perth                |            | NC $     | Dur (ext.)   | Brian Gottfried Raúl Ramírez     | Ross Case Geoff Masters            | 2-6, 6-4, 6-4, 6-0 |  |
| 3  | 25-10-1976 | , Perth                |            | 50 000 $ | Dur (ext.)   | Dick Stockton Roscoe Tanner      | Robert Carmichael Ismail El Shafei | 6-7, 6-1, 6-2      |  |
| 4  | 24-10-1977 | , Perth                |            | 50 000 $ | Dur (ext.)   | Ray Ruffels Allan Stone          | Nick Saviano John Whitlinger       | 6-2, 6-1           |  |
| 5  | 07-01-1980 | , Perth                |            | 25 000 $ | Gazon (ext.) | Syd Ball Cliff Letcher           | Dale Collings Dick Crealy          | 6-3, 6-4           |  |
| 6  | 12-01-1981 | , Perth                | Challenger | 25 000 $ | Gazon (ext.) | Syd Ball Cliff Letcher           | Colin Dibley John James            | 3-6, 7-6, 8-6      |  |
| 7  | 11-01-1982 | , Perth                | Challenger | 25 000 $ | Gazon (ext.) | Syd Ball John Fitzgerald         | Brett Edwards Cliff Letcher        | 6-3, 6-3           |  |
| 8  | 03-01-1983 | , Perth                | Challenger | 25 000 $ | Gazon (ext.) | John Benson Chris Johnstone      | Peter Doohan Michael Fancutt       | 3-6, 6-4, 7-6      |  |
| 9  | 02-01-1984 | , Perth                | Challenger | 25 000 $ | Gazon (ext.) | Broderick Dyke John van Nostrand | Peter Carter Mark Hartnett         | 6-2, 6-3           |  |

## Palmarès mixte
| No       | Date       | Nom et lieu du tournoi                 | Catégorie | Dotation | Surface      | Vainqueures                       | Finalistes                   | Score         |         |
| -------- | ---------- | -------------------------------------- | --------- | -------- | ------------ | --------------------------------- | ---------------------------- | ------------- | ------- |
| 1        | 26-11-1961 | Western Australian Championships Perth |           | NC       | Gazon (ext.) | Margaret Smith Neale Fraser       | NC                           | NC            | Tableau |
| 2        | 04-01-1966 | Western Australian Championships Perth |           | NC       | Gazon (ext.) | Judy Tegart Tony Roche            | Lesley Hunt Tom Okker        | 9-7, 6-3      | Tableau |
| 3        | 02-01-1967 | Western Australian Championships Perth |           | NC       | Gazon (ext.) | Gail Sherriff Tony Roche          | Margaret Smith Brian Bowman  | 9-7, 6-4      | Tableau |
| Ère Open |            |                                        |           |          |              |                                   |                              |               |         |
| 4        | 01-01-1968 | Western Australian Championships Perth |           | NC       | Gazon (ext.) | Margaret Smith Court Brian Bowman | Billie Jean King Ray Ruffels | 5-7, 6-4, 6-4 | Tableau |